# Berqanuš
Berqanuš (in armeno Բերքանուշ?, conosciuto anche come Berqanush e Berkanush, in passato Ogurbeklu) è un comune dell'Armenia di 1 968 abitanti (2008) della provincia di Ararat.